# Колобков, Михаил Николаевич
Михаил Николаевич Колобков (11 ноября 1909 года, Новониколаевск, Томская губерния, Российская империя — 25 июня 1976 года, Новосибирск, РСФСР, СССР) — доктор географических наук (1966), профессор.

## Биография
Родился 11 ноября 1909 года в Новониколаевске Томской губернии.
С 1930 по 1933 год обучался в Иркутском университете, с 1933 по 1934 — в Урало-Сибирском плановом институте Госплана на промышленном факультете (горное отделение), ему было присвоена квалификация экономиста-плановика.
Участник Великой Отечественной войны в составе Смерш по 1946 год
С 1952 года — доцент.
Был старшим научным сотрудником по специальности «Экономика, организация и планирование промышленности».
12 мая 1968 года учёный переведён из Сибирского научно-исследовательского института геологии, геофизики и минерального сырья в Новосибирский институт народного хозяйства на место заведующего кафедрой экономической географии.
Похоронен на Заельцовском кладбище Новосибирска (квартал 38).

## Деятельность
Занимался экономической оценкой новых минерально-сырьевых баз отраслей в Сибири.

## Научные работы
Опубликовал 70 научных трудов по экономике и экономической географии Сибири и Дальнего Востока, включая публикации статей в 2х изданиях БСЭ

## Награды
Михаил Николаевич Колобков награждён орденами Красной Звезды, Трудового Красного Знамени и медалями.